# Happy Together (pel·lícula de 1997)
Happy Together (春光乍洩, Chun gwong cha sit) és el sisè llargmetratge del cineasta hongkonguès Wong Kar-wai. El film, estrenat el 14 de novembre de 1997 a Espanya, i escrit i dirigit pel mateix Wong Kar-wai, segueix la temàtica dramàtica i nostàlgica de les seves anteriors pel·lícules, afegint-hi aquest cop la relació d'amor i desamor entre dos homes de Hong Kong que viatgen a l'Argentina en la cerca d'un nou inici de les seves vides. La pel·lícula està basada en el relat de Manuel Puig The Buenos Aires Affair, que va servir inclús de títol provisional abans de seleccionar el definitiu Happy Together.
Amb aquesta pel·lícula, una de les més emblemàtiques del director, Wong Kar-wai va guanyar el premi a “millor director” en el prestigiós Festival de Canes l'any 1997. D'aquesta manera va ser catapultat a la fama, que va consolidar amb posteriors films com In the mood for Love o 2046.
Va ser doblada en valencià per l'estudi de doblatge Doble banda.

## Argument
En Ho Po-Wing (Leslie Cheung) i en Lai Yiu-fai (Tony Leung Chiu-wai), són una parella provinent de Hong Kong, que decideixen visitar Argentina per millorar el mal estat en què es troba la seva relació. Ambdós comparteixen un model d'abusos, trencaments i reconciliacions. El seu objectiu principal a l'Argentina és visitar les cascades d'Iguaçú, que serveixen com a leitmotiv de la pel·lícula.
En Ho Po-wing va comprar una làmpada la qual tenia dibuixada les cascades d'Iguaçu, i encisats per la seva bellesa, els dos van decidir visitar-les. Durant el viatge, però, tenen una gran discussió i trenquen. Des d'aquest punt els seus camins se separen. En Lai, que es el més estable i compromès de la parella, l'únic que desitja és una vida normal, tracta de superar el trencament de manera racional i comença a treballar en un local nocturn. En canvi, en Ho, que té una personalitat extremadament destructiva i no és capaç de mantenir una relació monògam, necessita atenció i comença a ferir els sentiments d'en Lai. Comença a quedar amb altres homes, i fins i tot els arriba a portar al club nocturn on treballa la seva ex-parella. En Lai, s'esforça de valent per mantenir una vida normal en aquest punt, però en Ho l'acaba traient de les seves caselles i aquest acaba abandonant el local on treballa després de colpejar a un home amb una ampolla.
Un dia, passat un temps, en Ho apareix davant del apartament d'en Lai amb ple de ferides i cops repartits per tot el cos, i aquest el porta endins i comença a tenir cura dels seus danys. A causa del mal estat en què es troben les mans d'en Ho, aquest necessita de l'ajut d'en Lai per a qualsevol cosa. Inicialment, en Hai fa tot el possible per mantenir a ratlla en Ho tan físicament com emocionalment. Tot i així, al final, tornen un altre cop a estar junts. Les seves accions en aquest punt tornen a ser les de l'inici, comencen els abusos, els trencaments, seguits sempre per la reconciliació. Sembla que per fi comencen a gaudir d'una relació genuïnament feliç i després de tot tornen a començar, malgrat això, un cop en Ho aconsegueix recuperar-se comença a ignorar de nou en Lai i recupera el contacte amb altres homes. Gradualment tornem a veure com el costat destructiu de la personalitat d'en Ho i el cicle d'abús i dependència cap al seu company comencen altre cop.
Al mateix temps en què la seva relació comença a decaure de nou, en Lai comença a treballar en un restaurant Taiwanès i coneix en Chang, que té una personalitat completament oposada a en Ho, és estable i senzill. Un cop en Ho es recupera del tot, torna a la seva vida de playboy i abandona difinitivament en Lai, que comença a passar més i més temps amb en Chang. La decantació sexual d'en Chang mai es deixa clara, aparentment sembla que li agraden les noies, però també es poden observar detalls que deixen entreveure una possible atracció amagada cap en Lai. En Chang, amb el seu comportament sincer, ajuda a veure a en Lai que la seva relació amb en Ho Po-wing es basava en un ideal que no tenia res a veure amb la realitat. En una de les seves converses, en Chang li explicà que el seu objectiu era visitar la punta meridional d'Amèrica del Sud, on hi ha un far en el que se suposa que tots els dolors es poden descartar. Amb el temps, en Chang va marxar de Buenos Aires i va prosseguir el viatge en busca d'aquest lloc fantàstic.
Després que en Chang marxi, en Lai cau en una profunda depressió; comença a treballar en diversos treballs avorrits per aconseguir diners sigui com sigui, i fins i tot comença a mantenir encontres sexuals amb altres homes en banys públics i cinemes com a mètode d'abolir la soledat. En aquest punt, remarca amb veu en off que entén molt millor la promiscuïtat d'en Ho, ja que mantenir aquests afers esporàdics ajuden a afeblir el patiment emocional.
El dia de Nadal, en Lai se seu tranquil·lament i comença a escriure una carta cap al seu pare. En aquesta, el honkones es disculpa al seu pare per haver-li robat una gran quantitat de diners al negoci del seu pare per finançar el viatge d'ell i en Ho a l'Argentina, a més, l'informa de que tornarà a Hong Kong i que pagarà per les seves accions passades. Tot i així, el seu pare li denega la petició per telèfon.
Passats uns mesos, en Ho contacta altre cop amb en Lai amb la intenció de iniciar un altre cop el cicle viciós. Aquest cop, en canvi, en Lai té la fortalesa per rebutjar-lo i refusa queda amb ell. Aparentment en Ho s'enfurisma per la negació, però dins seu un sentiment de melancolia lamenta la pèrdua. Finalment, en Lai agafa la confiança necessària i aconsegueix visitar les cascades ell sol abans de tornar a Hong Kong. No obstant, de camí a casa, en Lai visita Taipei en la recerca d'en Chang, però només hi troba la tenda de fideus que té la seva família en el mercat nocturn, sense cap rastre del seu antic company. Abans de marxar, roba una fotografia d'en Chang com a record.

## Repartiment

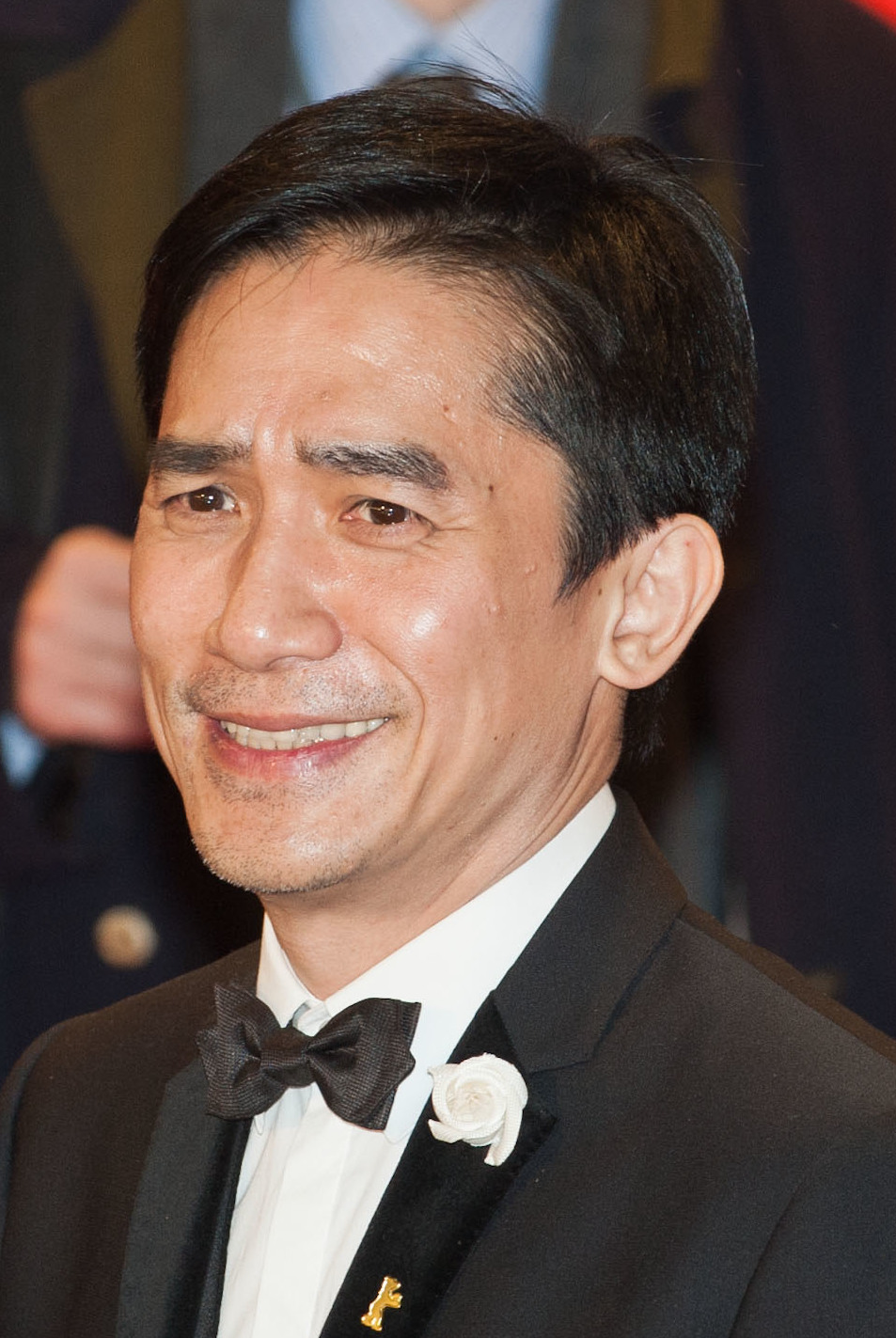
Tony Leung com a Lai Yiu-Fai.

Lai Yiu-Fai (Tony Chiu-Wai Leung): El film focalitza la major part de l'atenció en aquest personatge. Procedent de Hong Kong, és la parella d'en Ho-Powing i representa la part bondadosa de la relació. És de caràcter introvertit, és més responsable i sensible i sobretot té una gran empatia i paciència amb en Ho, tot i que al final del film al no aguantar més l'angoixa que li provoca decideix posar fi a la relació. Se sent atret per en Chang, un company de feina, i veu en ell tot allò que en Ho no li ha aportat mai, una vida normal i estable. No gaudeix d'un alt nivell econòmic i per realitzar el viatge a l'Argentina roba una gran quantitat de diners a l'empresa del seu pare.
Ho-Powing (Leslie Cheung): És la contrapart negativa de la relació amb en Lai. És extravertit, egoista, completament narcisista en mal estat i absort en si mateix. Contínuament evita qualsevol acte de responsabilitat i sempre marca el seu camí en totes les circumstàncies. Gaudeix fent patir en Lai i manipulant-lo, mantenint relacions sexuals amb altres homes fins al punt de prostituir-se. Com la seva parella, gaudeix d'un baix nivell de vida i d'una mala situació econòmica.
Chang (Chen Chang): Company de la segona feina que en Lai realitza a Buenos Aires, un restaurant de menjar xinés. En Chang prové de Taiwan i viatja pel Sud Amèrica en la cerca del Far de la Fi del Món. Al contrari d'en Ho, en Chang és una persona que li agrada escoltar les persones, i té com a hobby enregistrar veus de persones en una gravadora. És seriós i ajuda a superar a en Lai la seva relació amb en Ho fent-li veure la realitat en què es trobava. En tot el film mai s'arriba a saber exactament quina és la atracció sexual d'aquest personatge.

## Temes

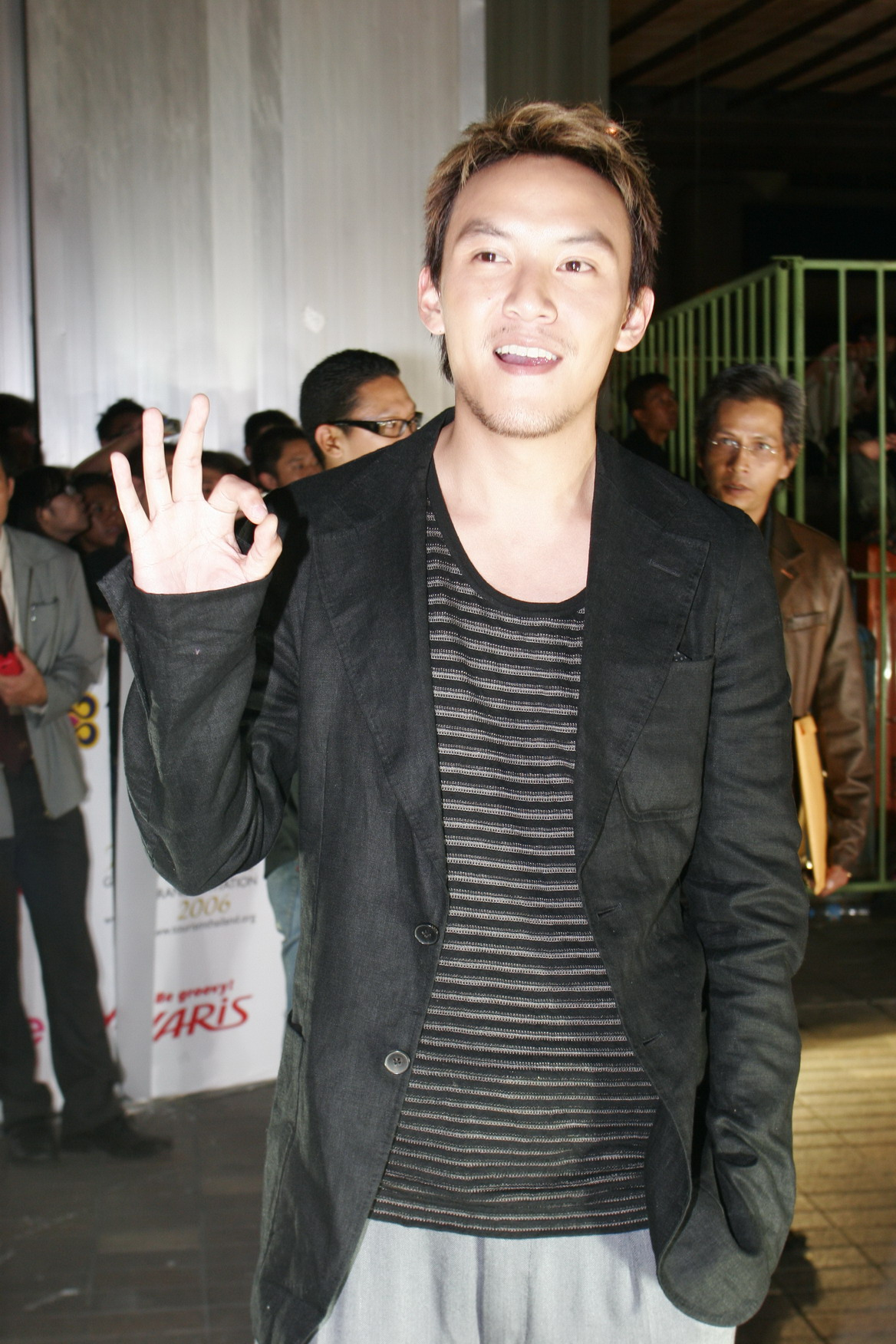
Chen Chang, com a Chang.

A Happy Together es poden definir clarament un conjunt divers de temes i lectures de la trama.
La primera clau la trobem en el mateix títol en xinés Cheun Gwong Tsa Sit, que literalment significa les inesperades revelacions de les escenes primaverals, de les quals es poden deduir les clares connotacions eròtiques i aspectes sexuals que caracteritzen les produccions de Wong Kar-wai. Aquest film en concret, tracta sobre la relació amorosa entre dos homes, els seus conflictes i com responen envers ells cada integrant de la parella. Segons el mateix director, a l'hora de produir el film, no buscava crear una història que només pogués ser entesa com a relació homosexual, sinó mostrar una sèrie de situacions que es poguessin extrapolar a qualsevol tipus relació amorosa. En l'apartat d'amor també es pot afegir el tercer en discòrdia, la figura d'en Chang que serà la clau per què en Lai s'oblidi definitivament d'en Ho.
Però si ens fixem el títol en anglès, Happy Together, i el comparem amb com es desenvolupen els esdeveniments en la història, podríem definir que la frustració que viuen els protagonistes es mou envers la nostàlgia. La nostàlgia a tornar a ser feliços, o de tornar a la seva pròpia llar a Hong Kong i abandonar aquells carrers desconeguts de l'Argentina que els envolten, però els diners els ho impedeixen. Com el mite d'Adam i Eva en el Jardí de l'Edèn, a l'inici del film se’ns mostren imatges en blanc i negre dels dos mantenint relacions passionals. Aquests escenes mostren clarament un vincle de felicitat el qual ha quedat dissol en el temps, perquè per molt que s'esforcin, els personatges mai tornaran a viure en aquell mon idíl·lic en el que es trobaven, i el desig de tornar a ser feliços es transforma lentament en nostàlgia.
Cal esmentar també el problema sobre el nacionalisme que planteja la pel·lícula, un assumpte que es planteja des del primer pla del film. En ell, veiem els dits d'un personatge anònim (molt probablement un oficial d'immigració de l'Argentina) que observa atentament els passaports d'en Yiu-Fai i en Ho Po-Wing, en el que clarament apareix que són de nacionalitat britànica. Més enllà de les lectures d'aquest fet, durant el film es poden observar com algunes persones es burlen dels protagonistes amb bromes estereotipades i com a aquests els costa adaptar-se en un món tan completament diferent al seu.

## Estil

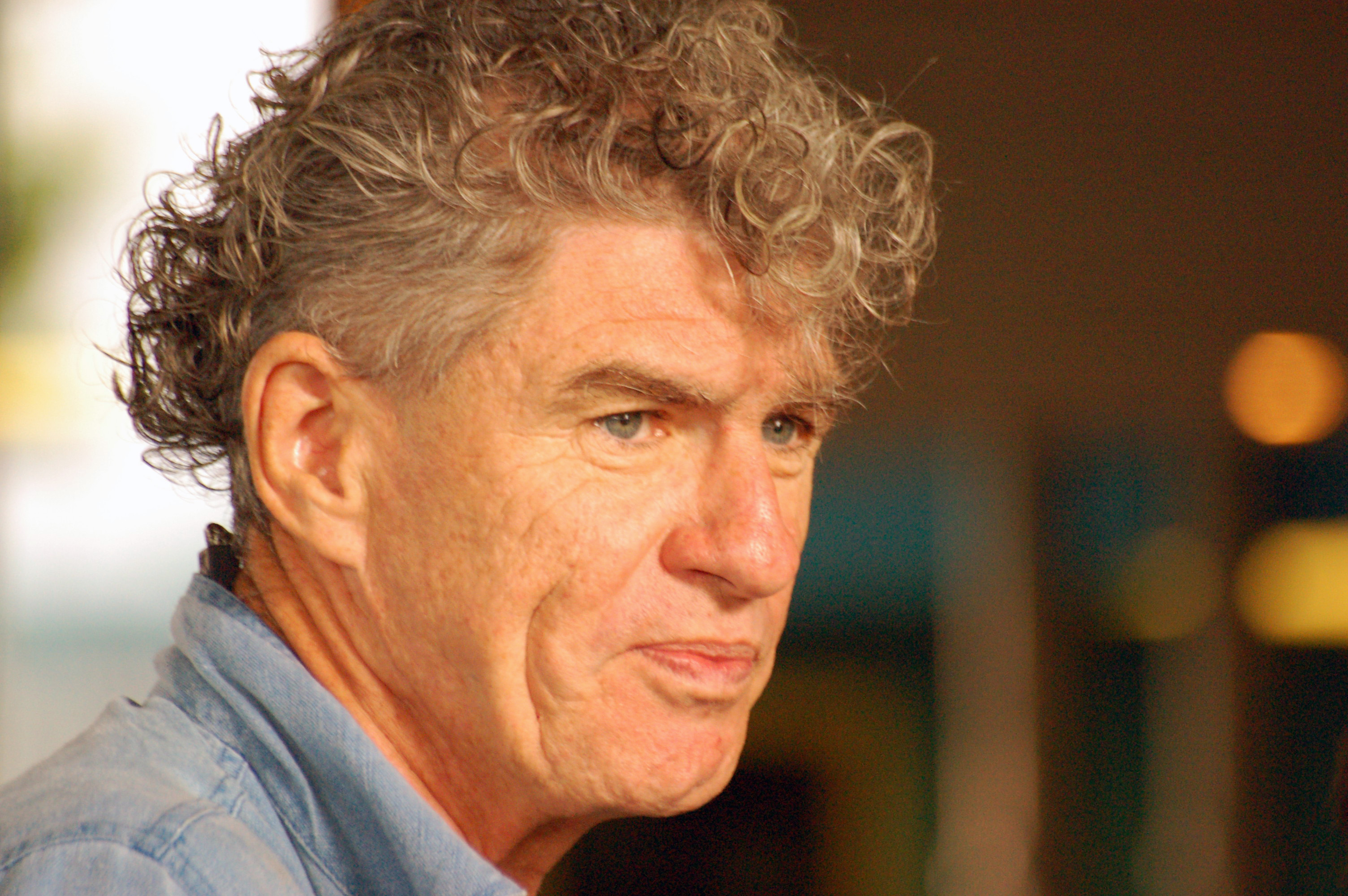
Christopher Doyle, reconegut director de fotografia australià que ha treballat en nombroses produccions del director Wong Kar-wai.

L'estil de Wong Kar-wai té com a característica principal la experimentació a través de diferents tècniques de velocitat de captura i color, i sobretot sofisticats mètodes de gravació i muntatge. Juntament amb Christopher Doyle, director de fotografia que l'acompanya en els seus fils més famosos. A més, té el costum de rodar sense un guió gaire elaborat, adaptant-se a les localitzacions i a la història. Però a Happy Together el director, tot i que manté la essència de les altres produccions, treballa amb diferents propietats estètiques que el fan únic.
Un dels aspectes que es diferencien son el conjunt de plans realitzats amb càmera en mà seguint l'estil d'un documental. Com per exemple les múltiples escenes de l'habitatge d'en Fai, el llarg passadís que arriba fins al bany públic o el interior del seu apartament, que es mesclen amb els plans estudiats del director i que creen una atmosfera trencada dins la realitat dels personatges.
També crida l'atenció el conjunt de plans que es realitzen en blanc i negre a l'inici del film, d'una Argentina sense esperança per la parella de hongkonguesos. El color apareix en el film quan en Ho Po-Wing li pregunta a en Lai de tornar un altre cop a estar junts.
La incertesa de la relació es veu remarcada per la incertesa de la localització. Wong Kar-wai en aquest aspecte es diferència dels films dominants. Deixant de banda els plans finals de les cascades d'Iguaçú i el Far Les Éclaireurs, la pel·lícula succeeix en zones que no situen l'espectador, una habitació anònima, un carrer, uns banys públics.

## Localitzacions
- Districte federal de Buenos Aires (Argentina). És un dels 48 barris en què es divideix la ciutat i on succeeix la major part de la història. En la dècada del 1960, època en què se situa la història, la ciutat tenia uns 3.000.000 d'habitants, i aquesta es trobava enmig de canvis socials.[6]
- Les cascades de l'Iguaçú (Argentina)
- La Terra del Foc, Ushuaia (Argentina). És la meta que volia assolir en Chang en el seu viatge per l'Amèrica del Sud. Concretament buscava l'anomenat Far Les Éclaireurs, anomenat per algunes agències de turisme d'Ushuaia com «el far de la fi del món».
- La ciutat de Taipei (Taiwan). Just abans de finalitzar la pel·lícula, en Lai abans de tornar a Hong Kong visita la ciutat en busca dels mercats nocturns que hi abunden, a veure si hi pot trobar algun rastre d'en Chang. Finalment, només troba la tenda de fideus juntament amb la seva família, però cap rastre d'ell.

## Música
La música de Happy Together, mesclada per Danny Chung, segueix les característiques musicals de la filmografia del director Wong Kar-wai, en la què el personatges flueixen durant el transcurs del film amb música d'arreu del món. Una música majoritàriament anempàtica, començant per la cançó que dona nom al film, Happy Together, en la què el missatge que transmet es ben diferent al que succeeix a la realitat a la trama entre en Lai i en Ho.
A més, en aquest pel·lícula, les cançons pròpies de l'Argentina simbòlica en les què se situen els protagonistes, un món completament diferent al que sempre han viscut, i la música nacional que és el tango creen una dissonància cognitiva entre la localització i la nacionalitat dels protagonistes que els acompanya en el procés d'adaptació.
També s'uneix a la banda sonora cançons en llengua anglesa, i a més, si hi sumem l'idioma cantonès i el xinès mandarí en què es comuniquen els personatges, es crea un ric repertori d'idiomes.

### Llistat de cançons
| CUCURRUCU PALOMA |                      |
| Escriptor        | Tomas Mendez         |
| Productor        | Jaques Morelenbaaaum |
| Intèrpret        | Caetano Veloso       |

| PROLOGUE (TANGO APASIONADO) |                                |
| Compositor                  | Astor Piazzolla                |
| Productors                  | Kip Hanrahan i Astor Piazzolla |
| Bandoneó                    | Astor Pizzolla                 |
| Violí                       | Fernando Suarez Paz            |
| Saxo i Clarinet             | Paquito D'Rivera               |
| Baix                        | Andy Gonzalez                  |
| Guitarra elèctrica          | Rodolfo Alchourron             |

| FINALE (TANGO APASIONADO) |                                |
| Compositor                | Astor Piazzolla                |
| Productors                | Kip Hanrahan i Astor Piazzolla |
| Bandoneó                  | Astor Pizzolla                 |
| Violí                     | Fernando Suarez Paz            |
| Saxo i Clarinet           | Paquito D'Rivera               |
| Baix                      | Andy Gonzalez                  |
| Guitarra elèctrica        | Rodolfo Alchourron             |
| Piano                     | Pablo Zinger                   |

| MILONGA FOR THREE  |                                |
| Compositor         | Astor Piazzolla                |
| Productors         | Kip Hanrahan i Astor Piazzolla |
| Bandoneó           | Astor Pizzolla                 |
| Violí              | Fernando Suarez Paz            |
| Saxo i Clarinet    | Paquito D'Rivera               |
| Baix               | Andy Gonzalez                  |
| Guitarra elèctrica | Rodolfo Alchourron             |
| Piano              | Pablo Zinger                   |

| CHUNGA’S REVENGE (cortesia de Rykodisc) |                   |
| Compositor i Productor                  | Frank Zappa       |
| Guitarra                                | Frank Zappa       |
| Saxo elèctric amb pedal wah-wah         | Ian Underwood     |
| Orgue                                   | Suger Cane Harris |
| Baix                                    | Max Bennet        |
| Bateria                                 | Aynsley Dunbar    |

| I HAVE BEEN IN YOU           |                                              |
| Compositor i productor       | Frank Zappa                                  |
| Guitarra principal i cantant | Frank Zappa                                  |
| Guitarra rítmica i cantant   | Adrian Belew                                 |
| Teclat                       | Peter Wolf                                   |
| Bateria                      | Terry Bozzio                                 |
| Percussió                    | Ed Mann                                      |
| Veus de fons                 | Napoleon M.Brock, Andre Lewis, Randy Thorton |

Com en altres produccions del director, la història es resol amb una cançó popular que conté un missatge encomanadís. A l'anterior film del director Chungking Express hi apareixia la famosa cançó California Dreamin. En aquest cas, la cançó que ocupa aquest rol és la que dona nom al títol del film, Happy Together.
| HAPPY TOGETHER        |                            |
| Escriptors            | Garry Bonner i Alan Gordon |
| Productor i intèrpret | Daniel Chung               |

## Influència
La novel·la The Buenos Aires Affair, de Manuel Puig
Wong Kar-wai, interessat en les novel·les hispanoamericanes, es va influenciar en aquesta novel·la publicada l'any 1973. Degut al tractament que fa sobre la sexualitat, sobretot la condició homosexual, l'autor Manuel Puig va ser obligat a exiliar-se.
La novel·la tracta la fosca relació entre Leo Druscovich, crític d'art i assassí per error, i l'artista d'avantguarda Gladys D'Onofrio. Dos personatges complexos plens de frustracions sexuals i temors que es veuen involucrats en un crim a l'Argentina del 1969. Leo busca el plaer a través de la tortura sexual, mentre que Gladys assumeix el paper de víctima durant la història. Si la comparem amb la trama de Happy Together, podem veure clares semblances entre en Leo Druscovich i en Ho Po-Wing i Gladys Donofrio i Lai.
La cançó de The Turtles
Respecte al títol en anglès, i com és coneguda internacionalment la pel·lícula, Happy Together, està inspirat en la cançó de The Turtles de l'any 1967, que pertany al disc amb el mateix nom. La cançó, de gènere pop psicodèlic i pop rock, va ser escrita per Alan Gordon i Garry Bonner, i a la banda sonora del film és cantada per Danny Chung.
La temàtica de la cançó és ben senzilla, una història d'amor idíl·lica i feliç, que contraresta completament amb la trama de la pel·lícula.
La cançó va suposar tal èxit en la seva estrena que va arribar a ser número 1 a la llista de Billboard Hot 100 el dia 25 de març de 1967, i en el transcurs dels anys ha estat utilitzada en diversos films, sèries de televisió i publicitat.

## Recepció i crítica
Degut al reconeixement internacional que va rebre el film, considerat en l'actualitat com una gran pel·lícula de culte, va ser ressenyat per les publicacions més importants del món. Edwardd Guthmann, del San Francisco Chronicle, va realitzar una extensa revisió en la què elogiava Wong Kar-wai per la seva cinematografia innovadora i el seu enfocament com a director. Stephen Holden, del New York Times, va dir que era una pel·lícula més coherent i sincera que les anteriors pel·lícules d'en Wong, sense perdre l'estilisme i la impetuositat dels seus anterior projectes.
No obstant, Jonathan Rosebaum va escriure una crítica agredolça al Chicago Reader, criticant-la pel seu guió imprecís. A Box Office Magazine, Wade Major va escriure una de les crítiques més negatives, titllant-la de poc progrés narratiu i estilístic.
A España, M.Torreiro de el Diario El País va qualificar la pel·lícula d'apassionant història d' amor homosexual i Carlos F.Heredero del portal Cinemanía la va anomenar exercici audiovisual d'un cridaner virtuosisme i Omar Khan la va anomenar estranya i subjugant.
El director, pel que fa a la interpretació de la pel·lícula, va dir:
«En aquesta pel·lícula, algunes persones diran que el títol sembla molt cínic, perquè es tracta de dues persones que viuen juntes, i al final, no poden més i se separen. Però per a mi, Happy Together es pot aplicar a dues persones o a una persona i el seu passat, i quan aquesta persona esta be amb si mateixa i amb el seu passat, és quan comença una verdadera relació de felicitat, i és quan comences a obrir més possibilitats de futur amb altres persones».

## Premis i nominacions
| Premis i nominacions                          | Premis i nominacions                            | Premis i nominacions         | Premis i nominacions |
| Festival                                      | Categoria                                       | Receptor/s                   | Resultat             |
| --------------------------------------------- | ----------------------------------------------- | ---------------------------- | -------------------- |
| Festival Internacional de Canes 1997          | Millor director                                 | Wong Kar-wai                 | Guanyador            |
| Festival Internacional de Canes 1997          | Palma d'Or                                      |                              | Nominat              |
| 7è Festival Internacional de Cinema d'Arizona | Premi del públic - Millor pel·lícula estrangera |                              | Guanyador            |
| 34ns Golden Horse Awards                      | Millor director                                 | Wong Kar-wai                 | Nominat              |
| 34ns Golden Horse Awards                      | Millor Actor                                    | Leslie Cheung                | Nominat              |
| 34ns Golden Horse Awards                      | Millor Fotografia                               | Christopher Doyle            | Guanyador            |
| 16ns Hong Kong Film Awards                    | Millor pel·lícula                               |                              | Nominat              |
| 16ns Hong Kong Film Awards                    | Millor director                                 | Wong Kar-wai                 | Nominat              |
| 16ns Hong Kong Film Awards                    | Millor actor                                    | Tony Leung                   | Guanyador            |
| 16ns Hong Kong Film Awards                    | Millor actor                                    | Leslie Cheung                | Nominat              |
| 16ns Hong Kong Film Awards                    | Millor actor de repartiment                     | Chang Chen                   | Nominat              |
| 16ns Hong Kong Film Awards                    | Millor direcció artística                       | William Chang                | Nominat              |
| 16ns Hong Kong Film Awards                    | Millor fotografia                               | Christopher Doyle            | Nominat              |
| 16ns Hong Kong Film Awards                    | Millor maquillatge i vestuari                   | William Chang                | Nominat              |
| 16ns Hong Kong Film Awards                    | Millor muntatge i edició                        | William Chang, Wong Ming-lam | Nominat              |
| 4ts Hong Kong Film Critics Society Awards     | Premi al mèrit                                  |                              | Guanyador            |
| 14ns Premis Independent Spirit                | Millor pel·lícula de parla no anglesa           |                              | Nominat              |